# Cauramyrfågel
Cauramyrfågel (Myrmelastes caurensis) är en fågel i familjen myrfåglar inom ordningen tättingar.

## Utbredning och systematik
Cauramyrfågel delas in i två underarter:
- Myrmelastes caurensis caurensis – förekommer i södra Venezuela (västra Bolívar och norra Amazonas)
- Myrmelastes caurensis australis – förekommer i södra Venezuela (södra Amazonas) och intilliggande norra Brasilien

## Status
IUCN kategoriserar arten som livskraftig.

## Namn
Fågelns svenska och vetenskapliga artnamn syftar på den venezuelanska floden Río Caura.